# Brawn GP
Brawn GP var et Formel 1 hold der blev grundlagt i 2009 og konkurerede i Formel 1 2009 med kørerne Jenson Button og Rubens Barrichello.